# Omran Jesmi
Omran Mohamed Al Jesmi (1º settembre 1976) è un ex calciatore emiratino, di ruolo difensore.

## Carriera
Nella sua carriera ha giocato in due club,l'Al-Shaab tra il 2000 e il 2007 e l'Al Jazira Club tra il 2007 e il 2012 anno del suo ritiro.